# Tamlyn Tomita
Tamlyn Naomi Tomita  (Isla de Okinawa, 27 de enero de 1966) es una actriz japonesa. Hizo su debut en la pantalla grande en Karate Kid II (1986) y más tarde actuó en películas como  Come See the Paradise (1990), The Joy Luck Club (1993), Picture Bride (1994), Four Rooms (1995), Robot Stories (2003) y The Day After Tomorrow (2004). También aparece en la serie The Good Doctor. En 1991, Tomita fue nombrada una de las "Personas Más Bellas" por la revista People.

## Primeros años
Tamlyn Tomita nació en Okinawa, hija de Shiro y Asako Tomita. Su padre era un conocido japonés-estadounidense que fue internado en Manzanar, California, durante la Segunda Guerra Mundial, y más tarde trabajó de oficial para la policía de Los Ángeles, llegando al rango de sargento y ayudando a formar la primera fuerza asiática en dicho departamento. Su padre murió de cáncer en 1990. Tomita se graduó de la Granada Hills High School del Valle de San Fernando de Los Ángeles.
Antes de convertirse en actriz, ganó el título de "reina" en el desfile de los Ángeles Nisei Semana en 1984, y Miss Nikkei International en 1985.
En 1987, Tamlyn Tomita hizo su debut como cantante con el sello discográfico Polydor, lanzando un sencillo y un álbum.

## Carrera

### Cine
En 1984 tuvo su gran oportunidad de viajar como la Reina de Nisei Semana a Hawái cuando fue seleccionada como parte de un casting por el director John G. Avildsen para debutar como actriz en The Karate Kid II interpretando a Kumiko, el personaje que despierta el interés amoroso de Daniel Larusso (Ralph Macchio).
Más tarde tuvo papeles importantes en una serie de películas independientes. En 1990 actuó en la película Come See the Paradise, que fue escrita y dirigida por Alan Parker. En 1993 coprotagonizó, junto a Ming-Na Wen, el drama The Joy Luck Club y en 1994 actuó en la película independiente Picture Bride. En 1995 apareció junto a Antonio Banderas en la comedia Four Rooms de Robert Rodríguez.
Con 20th Century Fox ha tenido papeles en otras películas independientes y coprotagonizado varias grandes producciones de Hollywood. En 2004 apareció en la película de desastre natural The Day After Tomorrow, dirigida por Roland Emmerich, interpretando a Janet Tokada, la científica del clima que se une con el profesor de climatología Jack Hall (Dennis Quaid). En 2005, protagonizó la película de drama brasileña Gaijin 2: Ámame como soy y también actuó en las películas independientes Robot Stories (2003) y Only the Brave (2006). También apareció en The Eye (2008) y Tekken (2009).

### Televisión
De 1987 a 1989, fue miembro del reparto regular en la serie de la NBC Santa Barbara.
De 1996 a 1997, Tomita fue miembro del reparto regular en la efímera serie de drama The Burning Zone. Durante su carrera como actriz invitada participó en Quantum Leap, Living Single, Murder, She Wrote, Chicago Hope, Will & Grace, Nash Bridges, The Shield, Fuerte Medicina, Stargate SG-1, Stargate: Atlantis, El mentalista, Private Practice, True Blood y muchos otros dramas y comedias. Tuvo papeles recurrentes en Crossing Jordan, JAG, 24, Eureka, Héroes, Ley y orden: Los Angeles, Glee, Resurrección y How to Get Away with Murder.
En 2008, hizo su regreso actuando en Hospital General de la ABC.
En 2012 tuvo otro papel recurrente en la serie de NBC Days of Our Lives. Además, desde 2013 es personaje recurrente en la serie juvenil de MTV Teen Wolf, como Noshiko Yukimura.
Apareció también en la serie de Netflix Zoo como la madrastra del protagonista.
También participó en la serie The Good Doctor.

## Filmografía (Selección)

### Películas
| Año  | Título                              | Título original             | Papel                | Notas             |
| ---- | ----------------------------------- | --------------------------- | -------------------- | ----------------- |
| 1986 | Karate Kid II: la historia continúa | The Karate Kid, Part II     | Kumiko               | Fue su debut      |
| 1990 | Hiroshima: Out of the Ashes         | Hiroshima: Out of the Ashes | Sally                |                   |
| 1990 | Bienvenido al paraíso               | Come See the Paradise       | Lily Yuriko Kawamura |                   |
| 1993 | El club de la buena estrella        | The Joy Luck Club           | Waverly - La hija    |                   |
| 1995 | Cuatro habitaciones                 | Four Rooms                  | Esposa               |                   |
| 1999 | Life Tastes Good                    | Life Tastes Good            | Julie Sado           |                   |
| 2004 | El día después de mañana            | The Day After Tomorrow      | Janet Tokada         |                   |
| 2006 | Only the Brave                      | Only the Brave              | Mary Takata          |                   |
| 2008 | Visiones                            | The Eye                     | Sra. Cheung          |                   |
| 2010 | Tekken                              | Tekken                      | Jun Kazama           |                   |
| 2016 | The Unbidden                        | The Unbidden                | Lauren Lee           |                   |
| 2024 | Ultraman: el ascenso                | Ultraman: Rising            | Mina                 | Version en inglés |

### Series
| Año       | Título                         | Título original  | Papel                | Notas        |
| --------- | ------------------------------ | ---------------- | -------------------- | ------------ |
| 1996-1997 | The Burning Zone               | The Burning Zone | Dr. Kimberly Shiroma | 11 episodios |
| 2010-2011 | La Ley y el Orden: Los Ángeles | Law & Order: LA  | Miwako Nishizawa     | 10 episodios |
| 2013-2017 | Teen Wolf                      | Teen Wolf        | Noshiko Yukimura     |              |
| 2016      | Estación de Berlin             | Berlin Station   | Sandra Abe           | 10 episodios |
| 2017-2019 | The Good Doctor                | The Good Doctor  | Allegra Aoki         | 50 episodios |
| 2021      | Cobra Kai                      | Cobra Kai        | Kumiko               | Temporada 3  |